# ハシルショウグン
競走馬におけるハシルショウグンとは、
1. 日本の、1988年生まれの競走馬。本項にて記述。
2. 日本の、2018年生まれの牝馬の競走馬[1]。父がプリサイスエンド、祖母がエイシンバーリン[1]。所属する兵庫県競馬組合で実況アナウンサーを務める三宅きみひとのツイートやスポーツニッポンの報道によれば、馬主が学生時代に1のファンで、馬主になって馬が持てたらこの名前を付けることに決めていたという[2][3]。

ハシルショウグン（Hashiru Shogun、1988年4月18日 - 1996年5月19日）とは日本の競走馬。主な勝ち鞍に1993年の帝王賞、川崎記念、1991年の東京王冠賞、1992年と1993年の大井記念。

## 経歴
- 特記事項なき場合、本節の出典はJBISサーチ[5]、横尾一彦「TCK Column vol.08 ターフに殉じた“平成の走る将軍”」[6]、別冊宝島「競馬名勝負読本3」[7]

母：ハイビクターは重賞勝ちこそないが、東京大賞典2着、中央競馬招待3着など牡馬古馬一線級相手でも好走した活躍馬で、本馬はその3番仔である。
1990年8月12日、大井競馬場でのサラ系3歳新馬戦でデビューし、1着。続く白菊特別も大差で勝利。2連勝の内容に「ハイセイコー以来の逸材」と評され、クラシックを期待されるも、調教中にトモを骨折し春は全休する。1991年8月26日のオミナエシ特別で復帰して勝利をおさめると、B級一般戦を連勝ののち無敗の5連勝で南関東三冠の最終戦である東京王冠賞に出走し、2着ウエルテンションに4馬身差をつけて勝利。主戦騎手の的場文男、調教師の赤間清松らは「故障がなければ三冠馬だった」と口をそろえた。その後は12月の東京大賞典に出走するが、勝ったボールドフェイスから3.9秒も離された7着に終わる。古馬となり、3月の金盃から使いだして3着、続く帝王賞5着をはさみ大井記念に勝利。その後、ホッカイドウ競馬開催の札幌競馬場に遠征してブリーダーズゴールドカップに出走するが8着。次いで中山競馬場のオールカマーに厩舎の先輩ジョージモナークと共に出走し、共に先行してイクノディクタスの6着に入る。グランドチャンピオン2000の3着をはさみジャパンカップに駒を進めるが、トウカイテイオーの14着。2年連続出走の東京大賞典もドラールオウカンの5着に終わった。
1993年は初戦の東京シティ盃7着のあと、川崎記念、帝王賞、大井記念と3連勝。秋は初戦に2年連続となるオールカマーに出走することとなったが、レース1週間前に挫石で歩様に異変が起き、患部を手術して脱脂綿をつめて出走。レースではツインターボの2着に入ってライスシャワーらに先着する走りを見せたが、続くグランドチャンピオン2000を3着、ジャパンカップは「3本脚で走っている状態」の末に2年連続の最下位、東京大賞典では1番人気に推されるものの10着に終わり、獣医の制止を振り切ってのオールカマー出走が尾を引いた影響で赤間曰く「別馬になった」という。その後は1994年のアフター5スター賞とグランドチャンピオン2000で3着に入ったのが最高成績で、1995年の大井記念9着を最後に「往年のような活躍はできないだろうから最後に中央競馬で走らせたい」という馬主の意向で中央競馬に移籍し、移籍初戦の天皇賞（秋）は17着。1996年4月に京都競馬場での障害未勝利戦に出走予定も取り消し、5月19日東京競馬場の障害未勝利戦に出走も、最後の直線で左前第1指関節脱臼を発生し、安楽死の処置がとられた。

## 競走成績
以下の内容は、JBISサーチおよびnetkeiba.comに基づく。
| 年月日     | 競馬場     | 競走名                   | 格   | 距離（馬場）  | 頭数 | 枠番 | 馬番 | オッズ（人気） | 着順 | タイム （上り3F） | 着差 | 騎手       | 斤量 [kg] | 勝ち馬/（2着馬）                |
| ---------- | ---------- | ------------------------ | ---- | ------------- | ---- | ---- | ---- | -------------- | ---- | ----------------- | ---- | ---------- | --------- | ------------------------------- |
| 1990.08.12 | 大井       | サラ系3歳新馬            |      | ダ1000m（良） | 6    | 1    | 1    | 000.00（1人）  | 01着 | 01:03.9（00.0）   | -1.7 | 的場文男   | 53        | （ピッツプリンス）              |
| 0000.10.21 | 大井       | 白菊特別                 |      | ダ1400m（良） | 12   | 8    | 12   | 000.00（1人）  | 01着 | 01:29.3（00.0）   | -2.0 | 石崎隆之   | 53        | （リバティブロンコ）            |
| 1991.08.26 | 大井       | オミナエシ特別           |      | ダ1600m（良） | 14   | 4    | 5    | 000.00（1人）  | 01着 | 01:41.4（00.0）   | -1.8 | 的場文男   | 55        | （ハドリセンプー）              |
| 0000.09.25 | 大井       | サラ系一般B3三           |      | ダ1200m（良） | 11   | 1    | 1    | 000.00（1人）  | 01着 | 01:13.6（00.0）   | -0.5 | 的場文男   | 55        | （ストラダミューズ）            |
| 0000.10.20 | 大井       | サラ系一般B2四           |      | ダ1600m（良） | 7    | 6    | 6    | 000.00（1人）  | 01着 | 01:43.8（00.0）   | -1.2 | 的場文男   | 55        | （サンチヨパンサ）              |
| 0000.11.18 | 大井       | 東京王冠賞               |      | ダ2600m（良） | 13   | 7    | 11   | 000.00（1人）  | 01着 | 02:46.8（00.0）   | -0.8 | 的場文男   | 57        | （ウエルテンション）            |
| 0000.12.24 | 大井       | 東京大賞典               |      | ダ2800m（良） | 10   | 5    | 5    | 000.00（1人）  | 07着 | 03:03.0（00.0）   | -3.9 | 高橋三郎   | 54        | ボールドフェイス                |
| 1992.03.04 | 大井       | 金盃                     |      | ダ2000m（良） | 16   | 2    | 3    | 000.00（1人）  | 03着 | 02:05.6（00.0）   | -0.2 | 的場文男   | 55        | ゴールドセイフ                  |
| 0000.04.15 | 大井       | 帝王賞                   |      | ダ2000m（稍） | 16   | 7    | 14   | 000.00（2人）  | 05着 | 02:07.7（00.0）   | -1.1 | 的場文男   | 56        | ラシアンゴールド ナリタハヤブサ |
| 0000.06.18 | 大井       | 大井記念                 |      | ダ2500m（重） | 16   | 7    | 14   | 000.00（2人）  | 01着 | 02:42.0（00.0）   | -1.0 | 的場文男   | 55        | （ウエルテンション）            |
| 0000.08.27 | 札幌（公） | ブリーダーズゴールドC    |      | ダ2400m（良） | 10   | 7    | 8    | 000.00（2人）  | 08着 | 02:34.7（00.0）   | -2.6 | 的場文男   | 56        | マンジュデンカブト              |
| 0000.09.20 | 中山       | オールカマー             | GIII | 芝2200m（良） | 14   | 8    | 14   | 009.40（3人）  | 06着 | 02:12.8（36.9）   | -0.7 | 的場文男   | 57        | イクノディクタス                |
| 0000.10.19 | 大井       | グランドチャンピオン2000 |      | ダ2000m（重） | 15   | 8    | 14   | 000.00（3人）  | 03着 | 02:06.8（00.0）   | -0.3 | 鈴木啓之   | 57        | ナイキゴージャス                |
| 0000.11.29 | 東京       | ジャパンC                | GI   | 芝2400m（重） | 14   | 7    | 12   | 045.9（13人）  | 14着 | 02:27.5（39.1）   | -2.9 | 鈴木啓之   | 57        | トウカイテイオー                |
| 0000.12.29 | 大井       | 東京大賞典               |      | ダ2800m（良） | 10   | 7    | 8    | 000.00（3人）  | 05着 | 03:02.7（00.0）   | -0.4 | 高橋三郎   | 56        | ドラールオウカン                |
| 1993.01.14 | 大井       | 東京シティ盃             |      | ダ1400m（稍） | 13   | 5    | 7    | 000.00（3人）  | 07着 | 01:28.0（00.0）   | -2.4 | 鈴木啓之   | 58        | ウエルテンション                |
| 0000.02.11 | 川崎       | 川崎記念                 |      | ダ2000m（良） | 12   | 2    | 2    | 000.00（4人）  | 01着 | 02:08.1（00.0）   | -0.0 | 鈴木啓之   | 57        | （タケデンマンゲツ）            |
| 0000.04.12 | 大井       | 帝王賞                   |      | ダ2000m（良） | 16   | 3    | 6    | 000.00（5人）  | 01着 | 02:05.5（00.0）   | -0.1 | 的場文男   | 56        | （ダイカツジョンヌ）            |
| 0000.06.17 | 大井       | 大井記念                 |      | ダ2500m（良） | 15   | 3    | 4    | 000.00（2人）  | 01着 | 02:38.7（00.0）   | -0.4 | 的場文男   | 58.5      | （ビッグランサー）              |
| 0000.09.19 | 中山       | オールカマー             | GIII | 芝2200m（良） | 13   | 7    | 10   | 022.80（8人）  | 02着 | 02:13.5（35.1）   | -0.9 | 的場文男   | 56        | ツインターボ                    |
| 0000.10.27 | 大井       | グランドチャンピオン2000 |      | ダ2000m（良） | 16   | 1    | 2    | 000.00（1人）  | 03着 | 02:06.6（00.0）   | -0.7 | 的場文男   | 57        | ホワイトシルバー                |
| 0000.11.28 | 東京       | ジャパンC                | GI   | 芝2400m（良） | 16   | 3    | 5    | 052.1（16人）  | 16着 | 02:26.7（38.2）   | -2.3 | 的場文男   | 57        | レガシーワールド                |
| 0000.12.29 | 大井       | 東京大賞典               |      | ダ2800m（良） | 14   | 6    | 10   | 000.00（1人）  | 10着 | 03:02.4（00.0）   | -2.0 | 的場文男   | 56        | ホワイトシルバー                |
| 1994.02.15 | 川崎       | 川崎記念                 |      | ダ2000m（重） | 11   | 7    | 9    | 000.00（3人）  | 04着 | 02:09.4（00.0）   | -0.5 | 的場文男   | 57        | サクラハイスピード              |
| 0000.08.30 | 大井       | アフター5スター賞        |      | ダ1800m（良） | 10   | 1    | 1    | 000.00（3人）  | 03着 | 01:54.2（00.0）   | -1.4 | 内田博幸   | 58.5      | ツキノイチバン                  |
| 0000.10.27 | 大井       | グランドチャンピオン2000 |      | ダ2000m（良） | 13   | 6    | 9    | 000.00（3人）  | 03着 | 02:07.6（00.0）   | -0.6 | 山崎尋美   | 56        | サクラハイスピード              |
| 1995.04.13 | 大井       | 帝王賞                   |      | ダ2000m（良） | 15   | 6    | 11   | 000.00（9人）  | 11着 | 02:06.7（00.0）   | -3.0 | 内田博幸   | 55        | ライブリマウント                |
| 0000.05.05 | 高崎       | 群馬記念                 |      | ダ2000m（不） | 12   | 6    | 8    | 000.00（6人）  | 10着 | 02:13.1（00.0）   | -2.5 | 内田博幸   | 55        | ロイヤルハーバー                |
| 0000.05.24 | 大井       | マイルグランプリ         |      | ダ1600m（良） | 14   | 3    | 3    | 000.00（8人）  | 04着 | 01:39.1（00.0）   | -1.3 | 桑島孝春   | 56        | アマゾンオペラ                  |
| 0000.06.23 | 大井       | 大井記念                 |      | ダ2600m（重） | 15   | 5    | 9    | 000.00（6人）  | 09着 | 02:52.2（00.0）   | -2.4 | 的場文男   | 58        | ホウエイコスモス                |
| 0000.10.29 | 東京       | 天皇賞（秋）             | GI   | 芝2000m（良） | 17   | 7    | 13   | 169.0（17人）  | 17着 | 02:04.0（39.6）   | -5.2 | 田中勝春   | 58        | サクラチトセオー                |
| 1996.04.28 | 京都       | 障害4歳以上未勝利        |      | 障2910m（良） | 9    | 5    | 5    |                |      | 出走取消          |      | 田中剛     | 59        | ミリオンブルボン                |
| 0000.05.19 | 東京       | 障害4歳以上未勝利        |      | 障3100m（良） | 13   | 8    | 13   | 007.70（4人）  |      | 競走中止          |      | 浜野谷憲尚 | 59        | ミナミノソブリン                |

## 血統表
| ハシルショウグンの血統        | ハシルショウグンの血統             | ハシルショウグンの血統         | （血統表の出典）               | （血統表の出典） |
| 父系                          | リファール系                       | リファール系                   | リファール系                   | [ § 2 ]          |
| 父 *メンデス Mendez 1981 芦毛 | 父の父*ベリファ Bellypha 1976 芦毛 | Lyphard                        | Northen Dancer                 | Northen Dancer   |
| 父 *メンデス Mendez 1981 芦毛 | 父の父*ベリファ Bellypha 1976 芦毛 | Lyphard                        | Goofed                         |                  |
| 父 *メンデス Mendez 1981 芦毛 | 父の父*ベリファ Bellypha 1976 芦毛 | Belga                          | Le Fabuleux                    | Le Fabuleux      |
| 父 *メンデス Mendez 1981 芦毛 | 父の父*ベリファ Bellypha 1976 芦毛 | Belga                          | Belle de Retz                  |                  |
| 父 *メンデス Mendez 1981 芦毛 | 父の母Miss Carina 1975 芦毛        | Caro                           | *フォルティノ                  | *フォルティノ    |
| 父 *メンデス Mendez 1981 芦毛 | 父の母Miss Carina 1975 芦毛        | Caro                           | Chambord                       |                  |
| 父 *メンデス Mendez 1981 芦毛 | 父の母Miss Carina 1975 芦毛        | Miss Pia                       | Olympia                        | Olympia          |
| 父 *メンデス Mendez 1981 芦毛 | 父の母Miss Carina 1975 芦毛        | Miss Pia                       | Ultimate Weapon                |                  |
| 母 ハイビクター 1978 鹿毛     | 母の父*ツイッグ Twig 1971 黒鹿毛   | Hul a Hul                      | Native Dancer                  | Native Dancer    |
| 母 ハイビクター 1978 鹿毛     | 母の父*ツイッグ Twig 1971 黒鹿毛   | Hul a Hul                      | Week-End                       |                  |
| 母 ハイビクター 1978 鹿毛     | 母の父*ツイッグ Twig 1971 黒鹿毛   | Top Twig                       | High Perch                     | High Perch       |
| 母 ハイビクター 1978 鹿毛     | 母の父*ツイッグ Twig 1971 黒鹿毛   | Top Twig                       | Kimpton Wood                   |                  |
| 母 ハイビクター 1978 鹿毛     | 母の母マンノージョウ 1967 黒鹿毛   | *リンボー                      | War Admiral                    | War Admiral      |
| 母 ハイビクター 1978 鹿毛     | 母の母マンノージョウ 1967 黒鹿毛   | *リンボー                      | Boojie                         |                  |
| 母 ハイビクター 1978 鹿毛     | 母の母マンノージョウ 1967 黒鹿毛   | シマピーク                     | シマタカ                       | シマタカ         |
| 母 ハイビクター 1978 鹿毛     | 母の母マンノージョウ 1967 黒鹿毛   | シマピーク                     | *アバロンピーク                |                  |
| 母系(F-No.)                   | アバロンピーク（NZ）系(FN:2-n)     | アバロンピーク（NZ）系(FN:2-n) | アバロンピーク（NZ）系(FN:2-n) | [ § 3 ]          |
| 5代内の近親交配               | アウトブリード                     | アウトブリード                 | アウトブリード                 | [ § 4 ]          |
| 出典                          | 1. 2. 3. 4.                        | 1. 2. 3. 4.                    | 1. 2. 3. 4.                    | 1. 2. 3. 4.      |

- 母の半兄：イチコンコルドオウは、北上川大賞典、みちのく大賞典、名古屋大賞典、ゴールド争覇の勝ち馬[14]